# جاك يموان
جاك يموان (بالفرنسية: Jacques-Antoine-Marie Lemoine)‏ (و. 1751 – 1824 م) هو فنان، ورسام فرنسي، ولد في روان، توفي في باريس، عن عمر يناهز 73 عاماً.

## التعليم
تعلم في École supérieure d'art et design Le Havre-Rouen ‏
.